# Пат Гарет и Били Хлапето
„Пат Гарет и Били Хлапето“ (на английски: Pat Garrett and Billy the Kid) е американски уестърн филм, излязъл по екраните през 1973 година, режисиран от Сам Пекинпа с участието на Джеймс Кобърн и Крис Кристоферсън в главните роли. Сценарият е написан от Руди Вурлицер. Той е класиран на 126-о място в списъка на списание „Емпайър“ за 500-те най-велики филма на всички времена.

## Сюжет
Внимание:  Текстът по-долу разкрива сюжета на произведението (или части от него)!
Филмът започва през 1909 г. (въпреки че Пат Гарет е убит през 1908 г.), близо до Лас Крусес, Ню Мексико. Гарет язди с мъже, работещи за Санта Фе Ринг, когато е нападнат от засада и хладнокръвно убит от своите сътрудници, включително Джон У. По.
През 1881 г. в Олд Форт Съмнър, Ню Мексико, Уилям Х. Бони, известен като Били Хлапето, прекарва времето си с приятели, стреляйки по пилета за забавление. Старият приятел на Били, Пат Гарет, язди в града със заместник-шерифа Дж. У. Бел и се присъединява към момчетата. По-късно Гарет съобщава на Били, че електоратът иска да напусне страната и че след пет дни, когато стане шериф на окръг Линкълн, той ще накара Били да напусне.
Шест дни по-късно Гарет и неговите помощници обкръжават малката ферма, където са се скрили Били и бандата му. В последвалата престрелка Чарли Боудри и няколко други мъже от двете страни са убити, а Били е пленен. Докато Били очаква екзекуцията си в затвора на окръг Линкълн за убийството на Бъкшот Робъртс, той е подиграван и бит от самодоволния заместник-шериф Боб Олинджър, докато наблизо се строи бесилката. Гарет предупреждава Олинджър да не се подиграва с Били повече или ще бъде уволнен и изпратен обратно в Тексас. След това Гарет напуска града, за да събира данъци, оставяйки двамата си заместници да пазят Били. Олинджър отново се заяжда с Били, но след като Дж. У. Бел се намесва, Олинджър отива да си вземе питие. Били иска да отиде до тоалетната, където намира пистолет, скрит за него в пристройката, и застрелва Бел в гърба. След това той извлича пушката на Олинджър, заредена с „шестнадесет тънки стотинки“ и застрелва Олинджър на улицата, казвайки: „Задръж рестото, Боб“. Били напуска града.
След като Гарет се завръща в Линкълн и наема нов заместник-шериф на име Аламоса Бил Кърмит, той язди до Санта Фе, за да се срещне с губернатора Лу Уолъс, който го запознава с двойка могъщи мъже от околността на Санта Фе. Те предлагат хиляда долара за залавянето на Били Хлапето, с петстотин долара предплата. Гарет отхвърля парите, казвайки, че могат да му платят изцяло, когато Били бъде доведен и ги предупреждава, че той ще успее, стига да не започне нова война за добитък. Междувременно Били се връща при бандата си в Олд Форт Съмнър, където решава да се отпусне за няколко дни. Той се изправя срещу трима непознати, които искат да го убият, и тримата са убити в последвалата престрелка, подпомогнати от друг непознат, наречен Ейлиъс, който убива един от мъжете с нож във врата. Ейлиъс е свидетел на бягството на Били от затвора в Линкълн.
Гарет се среща с шериф Колин Бейкър, надявайки се той да предостави информация за местонахождението на Били. Бейкър и съпругата му отиват с Гарет, за да арестуват някои мъже от старата банда на Били. При престрелка членовете на бандата, включително Блек Харис, са убити, а Бейкър е смъртоносно ранен. Съпругата на Бейкър утешава умиращия законник, докато той чака да умре край река. По-късно същата вечер Гарет наблюдава шлеп, плаващ по реката с мъж, който стреля по бутилки, които хвърля във водата. Гарет и стрелеца се изправят един срещу друг за кратко от разстояние, но свалят пушките си без да стрелят.
Към Гарет се присъединява търсещия слава Джон У. По, който работи за Санта Фе Ринг. Двамата яздят на югозапад, за да се срещнат с Джон Чисъм, могъщ владелец на добитъка, който ги информира, че Били отново е преследвал добитъка му и е убил някои от хората му. Някога Били е работел за него и твърди, че Чисъм му дължи 500 долара заплата. Очаквайки пристигането на Гарет в Стария Форт Съмнър, приятелят на Били, Пако и семейството му заминават за Мексико, последвани скоро от Били. По пътя Били спира в крайпътна станция, която е собственост на стар приятел. Случайно там е и новия заместник на Гарет, Аламоса Бил. След като приключват спокойно с яденето, Били и Аламоса излизат навън за дуел на десет крачки, Били застрелва Аламоса. Междувременно Гарет и По пристигат в бар. Гарет казва на По да продължи без него и че ще го вземе в Розуел след пет или шест дни. Трима членове на бандата на Били влизат в салона. След като се подиграва с Холи и го напива, Гарет го застрелва, след като Холи изважда нож. Той казва на Ейлиъс да предаде на Били съобщение, че са пили „по едно малко питие заедно“.
Гарет язди до Розуел и стига преди По, за да събере повече информация за местонахождението на Били. Гарет бие проститутка на име Рути Лий и научава от нея, че Били е във Форт Съмнър. По пристига в Розуел, за да намери Гарет гол и в леглото с няколко проститутки и потвърждава, че Били е във Форт Съмнър. Гарет наема стар приятел, на когото е помогнал да стане шериф, и тримата отиват във Форт Съмнър, за да намерят Били. По-късно същата вечер Били и приятелката му, дъщерята на Пийт Максуел, правят секс, докато Гарет и двамата му заместници пристигат. Били отива да вземе малко храна и след като вижда помощниците на Гарет (и двамата се страхуват да застрелят Хлапето), се връща в спалнята, където Гарет го застрелва. Гарет ядосано удря По за опита му да отреже пръста на Били, с който е натискал спусъка за трофей. Той остава на верандата до сутринта, когато жителите на Форт Съмнър, чули новината за смъртта на Били, се събират, за да видят безжизненото тяло. Гарет се качва на коня си и напускайки града, малко момче хвърля камъни по него.

## В ролите
| Изпълнител        | Роля              |
| ----------------- | ----------------- |
| Джеймс Кобърн     | Пат Гарет         |
| Крис Кристоферсън | Били Хлапето      |
| Боб Дилан         | Ейлиъс            |
| Ричард Джакел     | Шериф Кип Маккини |
| Кати Хурадо       | г-жа Бейкър       |
| Чил Уилс          | Лемуел            |
| Бари Съливан      | Чисъм             |
| Джейсън Робардс   | Губернатор Уолъс  |
| Р.Г. Армстронг    | Олинджър          |
| Джон Бек          | По                |
| Джак Елам         | Аламоса Бил       |
| Емилио Фернандес  | Пако              |
| Пол Фикс          | Максуел           |
| Хари Дийн Стантън | Люк               |
| Л. К. Джоунс      | „Черния“ Харис    |

## Продукция
Боб Дилън композира партитурата и песните за филма, най-известната от които е Knockin' on Heaven's Door, която е издадена в албума със саундтрак същата година. Той е заснет на място в Дуранго, Мексико.

## Номинации
Филмът е номиниран е за две награди БАФТА за филмова музика (Дилън) и за най-обещаващ новодошъл (Кристоферсън). Също така е номиниран за награда Грами за албум с най-добра оригинална музика (Дилън).